# Valesca Popozuda
Valesca Popozuda, nome d'arte di Valesca Reis Santos (Rio de Janeiro, 6 ottobre 1978), è una cantante e ballerina brasiliana.

## Biografia
Valesca è considerata la "Regina del funk carioca". Ha anche contribuito a segnare una generazione di funk carioca con un'influenza pop, insieme ad altri cantanti come Ludmilla, Pabllo Vittar, MC Biel e Melody. Nel 2013, ha pubblicato la canzone Beijinho no Ombro, un successo nazionale.

## Discografia

### Singoli
- 2013 – Beijinho no Ombro